# 河北栎
河北栎（学名：Quercus ×）为壳斗科栎属下的一个种。

## 扩展阅读
- 維基物種上的相關：河北栎